# Edith Frank
Edith Frank, de soltera Edith Holländer (Aquisgrán, 16 de enero de 1900-Auschwitz, 6 de enero de 1945), fue una judía alemana, madre de la cronista del Holocausto Ana Frank.
Madre de Ana y Margot Frank y esposa de Otto Frank, Edith Frank-Holländer fue refugiada en Ámsterdam, Países Bajos y perseguida por los nazis junto con su familia y sus compañeros de la "Casa de atrás". Capturada en 1944, permaneció en Auschwitz después de que sus hijas y Augusta Van Pels fueran deportados a Bergen-Belsen. Algunas personas afirman que buscaba siempre a sus hijas y que guardaba su comida para ellas.
Murió en Auschwitz el 6 de enero de 1945 de inanición.

## Biografía
Los padres de Edith eran el comerciante Abraham Holländer y Rosa Stern, ambos afincados en Aquisgrán, si bien su familia paterna era de origen neerlandés, desde donde habían llegado hacia 1800. Su padre era un importante miembro de la comunidad judía de la localidad.
En 1925 se casó en la sinagoga de Aquisgrán con el banquero Otto Frank. Nacidas poco después sus dos hijas (Margot en 1926 y Ana en 1929), hasta la década de 1930 su vida era feliz en un entorno familiar religioso y acomodado. Los Frank eran judíos reformistas (también llamados progresistas); mantenían muchas tradiciones de la fe judía, pero no se ceñían demasiado a los preceptos. La familia vivía en una comunidad asimilada de ciudadanos judíos y otros que no lo eran; los niños se criaban con amigos católicos, protestantes y judíos.
En 1933, el año en que Hitler llegó al poder, tras los ataques nazis contra los judíos, la familia acabaría abandonando Alemania y huyendo a los Países Bajos. La pareja Frank encontró una casa en la calle Merwedeplein en Ámsterdam. Su marido Otto Frank inició un negocio vendiendo un gelificante para la elaboración de mermeladas en el centro de Ámsterdam. En 1938 (y más tarde en 1941), la pareja Frank intentó obtener visas para que su familia emigrara a Estados Unidos o Cuba, pero los intentos se volvieron imposibles.  Después de la “Noche de los cristales rotos" (1938) los hermanos de Edith, Walter y Julius, pudieron emigrar a Estados Unidos.  En 1939, la madre de Edith, Rosa Holländer, se fue a vivir con los Frank y permaneció con ellos hasta su muerte en enero de 1942.
Durante la ocupación nazi de los Países Bajos las medidas antijudías se sucedieron rápidamente. Ámsterdam estuvo plagada de carteles con el texto:“Prohibido para judíos”. El 5 de julio de 1942, su hija Margot recibió un citatorio que le ordenaba presentarse en un campo de trabajo. Al día siguiente, ella y su familia se escondieron en el edificio de las oficinas de su marido: en la Casa de atrás de la compañía. Más tarde, se les unieron la familia Van Pels y un dentista llamado Fritz Pfeffer. Los ocho permanecieron allí escondidos hasta que fueron descubiertos el 4 de agosto de 1944.
Edith Frank fue detenida, junto con los otros ocupantes del anexo.  Posteriormente, el 3 de septiembre de 1944 fueron deportados al campo de concentración de Auschwitz.  En Auschwitz los hombres y mujeres fueron separados según su sexo, para no volverse a ver más.  Después de dos meses de sufrir hambre y trabajo forzado en Auschwitz Margot y Ana fueron seleccionadas a ir a Bergen-Belsen en Alemania, el 30 de octubre del mismo año. Edith Frank murió el 6 de enero de 1945, algunas semanas antes de la liberación de Auschwitz. 
Su marido Otto Frank fue el único de los ocho ocupantes de la Casa de atrás que sobrevivió los campos de concentración. Otto falleció en 1980.